# Праотцы гномов (Средиземье)
Праотцы гномов Средиземья (англ. Fathers of Dwarves) — семь существ, давших начало гномам и их семи народам.

## История

### Создание праотцов
В «Сильмариллионе» сказано, что праотцов гномов без ведома Илуватара создал Аулэ, еще до начала Первой Эпохи. Когда тайна открылась, Аулэ собрался уничтожить своё творение, но Илуватар сжалился и даровал гномам жизнь, смертную, но долгую. Всего Ауле создал семь праотцов гномов, от которых произошли семь народов гномов. Но пробуждать их можно было только после эльфов.

### Пробуждение
После Пробуждения эльфов Эру Единственный вскоре пробудил и Праотцов гномов. Они восстали и преисполнились изумления и почтения. Каждый из Праотцов воздвиг себе дом под горами Средиземья. В эльфийских историях того периода говорилось лишь о трёх: Белегосте и Ногроде в Синих горах и Казад-Думе в Мглистых горах.

### Семь народов гномов
Самого старшего, Дурина, Аулэ положил на горе Гундабад в Мглистых горах. Он начал род Длиннобородых.
Двое других — в Эред Луине, от них пошли народы Огнебородов и Широкозадов.
Остальные четверо стали жить на Дальнем Востоке. От них пошли линии Железноруких и Камненогих, а также Черновласов и Жесткобородов.

## Информация

### Даты
- ≈ 4580 (Эпоха Древ) — Аулэ создает праотцов гномов.
- 4615—4625 (Первая эпоха) — Пробуждение праотцов гномов.

### Кланы гномов
- Длиннобороды (англ. Longbeards);
- Огнебороды (англ. Firebeards);
- Широкозады (англ. Broadbeams);
- Железнорукие (англ. Ironfists);
- Черновласы (англ. Blacklocks);
- Жесткобороды (англ. Toughbeards);
- Камненогие (англ. Stonefoots).